# گزا تولی
گزا تولی (به انگلیسی: Géza Tuli) ژیمناست زادهٔ ۴ نوامبر ۱۸۸۸ میلادی اهل کشور مجارستان است.